# Tótszentmárton

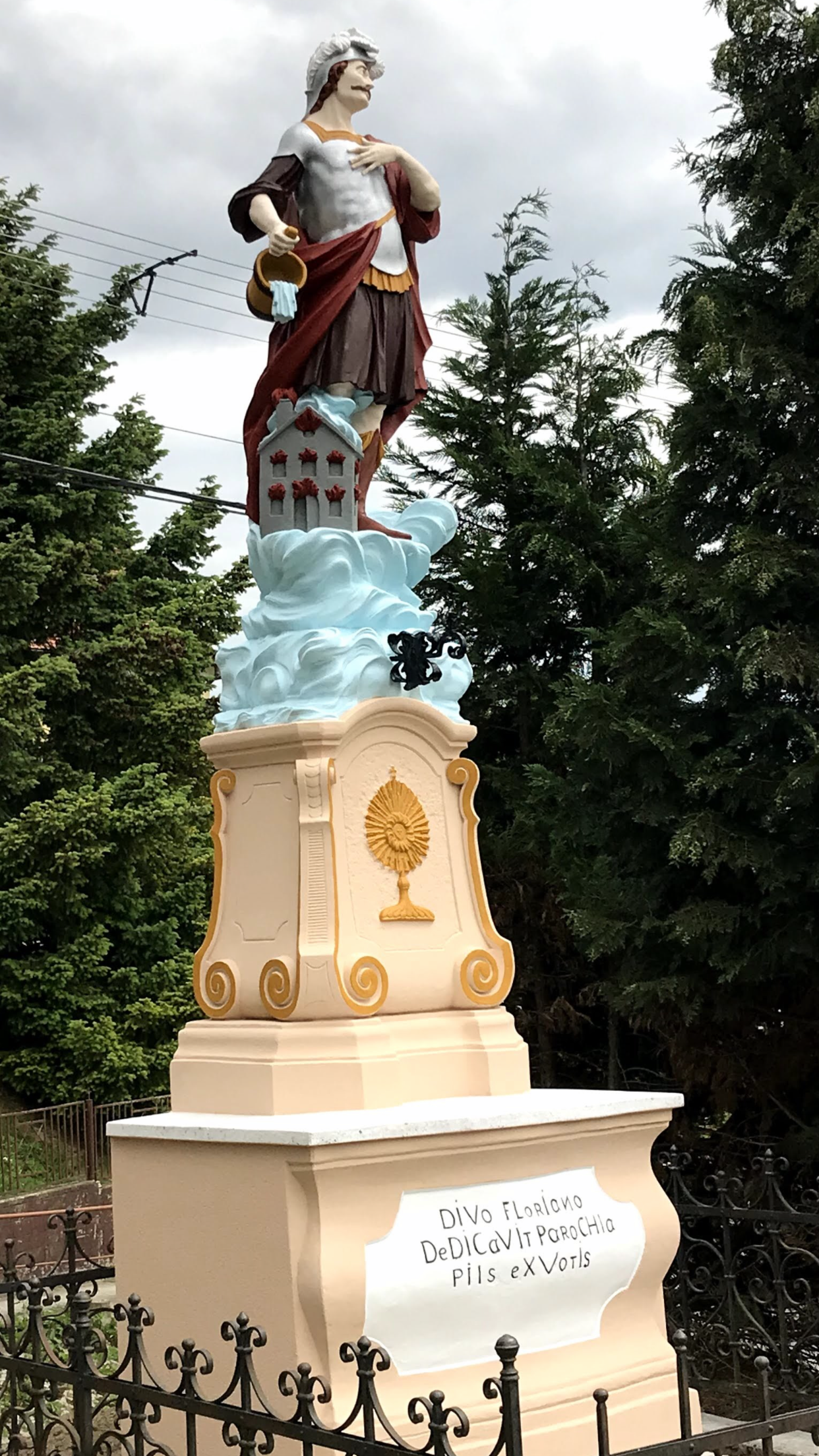
A tótszentmártoni templom előtt álló Szent Flórián-szobor egy a települést sújtó régi tűzvésznek állít emléket

Tótszentmárton község (horvátul: Sumarton) Zala vármegyében, a Letenyei járásban.

## Fekvése
Tótszentmárton Nagykanizsától délnyugatra, a 7-es főúttól három kilométerre délre, a horvát határhoz közel található; központján a 6835-ös utat az előbbi főúttal összekötő, Tótszerdahely-Becsehely közti 6836-os út vezet végig.
Utcanevek: Alkotmány, Arany János, Béke, Dózsa György tér, József Attila, Petőfi Sándor, Rákóczi Ferenc, Szent Márton utca

## Története
A zágrábi püspöki lajstrom szerint Szentmárton már 1334-ben önálló plébánia volt, más adatok szerint első temploma 1337 illetve 1344 körül épült fel. Annyi azonban biztos, hogy a templom felszentelése Nagy Lajos király uralmának idejére esett.
1539-ben a Zichy családbeliek és özv. Zichy Zsigmondné, akkor Wyczmand-i Andrásné Sarkan Klára közti perben végeznek tanúkihallgatást a környéken. 1542-ben Tarrodi Mátyásnak 13, Chwthi Jánosnak 5, Theryek Tamásnak, Rathky Gáspárnak, Herman Lászlónak és a helyi plébánosnak 1-1 portáját írták össze. 1548-ban a falut felégették és elnéptelenedett. Ennek ellenére ezek után összeírták Tarrodi Mátyás 3 fizető portáját, 14 vagy 22 szegény embert, és egy nemesi kúriát. 1566-ban elpusztultként tüntetik fel. A 17. század végén horvátokkal települt újra.
Az elpusztult község újraszületése után, 1690 körül, Nádasdy Miklós zágrábi kanonok a vidoveci plébánost bízta meg az itteni lelkipásztori feladatok ellátásával is.

## Közélete
Szinte mindenki, aki valaha is írt Szentmártonról, a falu lakóit igen vallásosnak mutatja be. A katolikus valláshoz erősen kapcsolódik a búcsúba járás. A településnek kettős búcsúja van, Szent Antal (június 13.) és Szent Márton (november 11.) napján.

### Polgármesterei
- 1990–1994: Dombai Tibor (független)[5]
- 1994–1998: Dombai Tibor (független horvát kisebbségi)[6]
- 1998–2002: Vlasics Lajos (független)[7]
- 2002–2006: Vlasics Lajos (független horvát kisebbségi)[8]
- 2006–2010: Vlasics Lajos (független)[9]
- 2010–2014: Czapári Márton (független)[10]
- 2014–2019: Czapári Márton (független)[11]
- 2019–2024: Mihovics József (független)[12]
- 2024– : Butykai Gyula (független)[1]

## Népesség
A település népességének változása:
| Lakosok száma | 840  | 839  | 834  | 741  | 704  | 692  | 695  |
|               | 2013 | 2014 | 2015 | 2021 | 2022 | 2023 | 2024 |

A 2011-es népszámlálás idején a nemzetiségi megoszlás a következő volt: magyar 57,3%, horvát 41,2%, cigány 0,67%, német 0,42%. A lakosok 74,5%-a római katolikusnak, 1,55% reformátusnak, 0,96% felekezeten kívülinek vallotta magát (22,5% nem nyilatkozott).
2022-ben a lakosság 81,1%-a vallotta magát magyarnak, 37,4% horvátnak, 1,3% cigánynak, 0,6% románnak, 0,4% németnek, 0,3% görögnek, 0,1% bolgárnak, 1,8% egyéb, nem hazai nemzetiségűnek (15,6% nem nyilatkozott; a kettős identitások miatt a végösszeg nagyobb lehet 100%-nál). Vallásuk szerint 55,3% volt római katolikus, 0,9% református, 0,3% evangélikus, 0,4% egyéb keresztény, 1,1% egyéb katolikus, 3% felekezeten kívüli (39,1% nem válaszolt).

## Neves személyek
- Itt született Meszlényi Antal (1894–1984), katolikus pap, protonotárius kanonok, esztergomi nagyprépost, több bölcseleti könyv szerzője.
- Itt született 1948-ban Horváth József Jedlik Ányos-díjas technikus, üzletember.
- Itt szolgált Horváth István Sándor (1969) magyar katolikus pap, zalalövői plébános, egyházi író.

## Nevezetességei
- Szent Márton római katolikus templom.[15] Mivel a község temploma sok más faluéval ellentétben nem vályogból, hanem kőből és téglából épült, a törökök után hamar helyre lehetett állítani. Az 1716. évi canonica visitatio emlékezik meg a már felújított templomról. 18. századi plébánosai szinte kivétel nélkül muraközi származásúak voltak és Zágrábban végezték tanulmányaikat.A templom főoltárának festményét, Károly Gyula festette 1949-ben. Külön érdekesség, hogy a nagyböjti időszakban nem a megszokott, Szent Mártont ábrázoló oltárképet láthatjuk. Tótszentmártonban ugyanis létezik egy úgynevezett nagyböjti oltárkép is, melyet kizárólag a szent negyven nap ideje alatt használnak. Ezen a megfeszített Krisztus látható, kétoldalt pedig Mária illetve Mária Magdolna.
- Nyaranta fafaragó alkotótábort rendeznek a községben, melynek alkotásai láthatók a köztereken.
- Helytörténeti kiállítás. „Naša Hiža - A mi házunk”[16]

## Külső hivatkozások
- Tótszentmárton honlapja
- Tótszentmárton a Via Sancti Martini honlapján
- Tótszentmárton az utazom.com honlapján